# Liste der Monuments historiques in Les Rues-des-Vignes
Die Liste der Monuments historiques in Les Rues-des-Vignes führt die Monuments historiques in der französischen Gemeinde Les Rues-des-Vignes auf.

## Liste der Bauwerke
| Bezeichnung       | Beschreibung              | Standort                    | Kennzeichnung | Schutzstatus          | Datum          | Bild           |
| ----------------- | ------------------------- | --------------------------- | ------------- | --------------------- | -------------- | -------------- |
| Kloster Vaucelles | Erbaut im 12. Jahrhundert | Chemin de Honnecourt (Lage) | PA00107794    | Classé Inscrit Classé | 1920 1986 1987 | weitere Bilder |